# Horst Frank

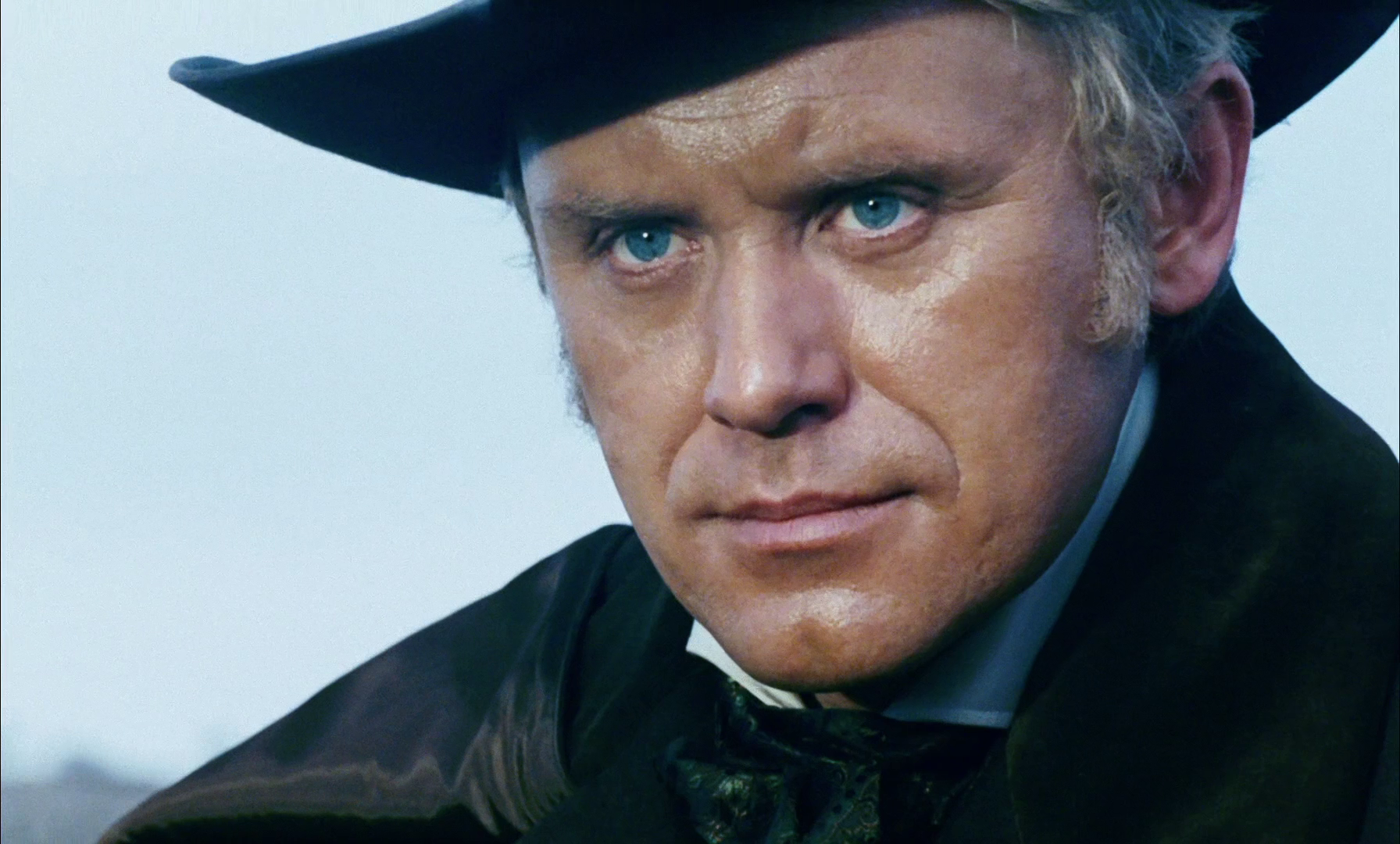
Frank într-o scenă din filmul Justițiarul Django (1968)

Horst Frank  (n. 28 mai 1929, Lübeck, Germania – d. 25 mai 1999, Heidelberg, Germania) a fost un actor de film și de voce german. Printre cele mai cunoscute filme ale sale se numără 

## Biografie
După ce a urmat școala secundară, Horst Frank a început o ucenicie comercială[1], pe care a trebuit să o întrerupă la sfârșitul celui de-al Doilea Război Mondial din cauza serviciului militar. Din 1947 până în 1949 a absolvit cursurile de actorie la Hochschule für Musik und Theater Hamburg (Universitatea de muzică și teatru din Hamburg). Nu a promovat examenul final, dar totuși a primit în 1950 primul angajament. Și-a finanțat studiile cu slujbe ocazionale ca paznic de noapte, babysitter și decorator de vitrine. După pregătirea sa, au urmat angajamente la diferite teatre, mai întâi la teatrul municipal din orașul său natal, Lübeck, mai târziu la Bonn, Basel, Baden-Baden și la teatrul municipal din Wuppertal. În timpul carierei sale de televiziune, s-a întors în teatru doar pentru producții de turneu, care au avut succes, în mare parte datorită nivelului său ridicat de popularitate.

## Filmografie selectivă
- 1957 Der Stern von Afrika, regia Alfred Weidenmann
- 1958 Der Greifer, regia Eugen York
- 1958 Rosemarie (Das Mädchen Rosemarie), regia Rolf Thiele
- 1959 Stalingrad (Hunde, wollt ihr ewig leben), regia Frank Wisbar
- 1959 Lupi nell'abisso, regia Silvio Amadio
- 1959 Al di là dell'orrore (Die Nackte und der Satan), regia Victor Trivas
- 1960 Pisica își scoate ghiarele (La Chatte sort ses griffes), regia Henri Decoin
- 1960 Fabrica de ofițeri (Fabrik der Offiziere), regia Frank Wisbar
- 1961 Non uccidere (Tu ne tueras point), regia Claude Autant-Lara
- 1962 Il segreto di Budda: Agente 310 - Spionaggio sexy (Heißer Hafen Hongko), regia Jürgen Roland
- 1963 Agguato sul grande fiume, regia Jürgen Roland
- 1963 Babacii trec la fapte (Les Tontons flingueurs), regia Georges Lautner
- 1963 Die weiße Spinne, regia Harald Reinl
- 1964 Căutătorii de aur din Arkansas (Die Goldsucher von Arkansas), regia Paul Martin
- 1964 Le pistole non discutono, regia Mario Caiano
- 1965 I Gringos non perdonano (Die schwarzen Adler von Santa Fe), regia Ernst Hofbauer
- 1965 Agente S3S: operazione Uranio (Der Fluch des schwarzen Rubin), regia Manfred R. Köhler
- 1965 A 009 missione Hong Kong (Das Geheimnis der drei Dschunken), regia Ernst Hofbauer
- 1966 Inferno a Caracas (Fünf vor 12 in Caracas), regia Marcello Baldi
- 1967 La vendetta di Fu Manchu (The Vengeance of Fu Manchu), regia Jeremy Summers
- 1967 Per un pugno di eroi (Eine Handvoll Helden), regia Fritz Umgelter
- 1967 Attentato ai tre grandi, regia Umberto Lenzi
- 1968 Justițiarul Django (Preparati la bara!), regia Ferdinando Baldi
- 1968 Quella sporca storia nel West, regia Enzo G. Castellari
- 1968 Odia il prossimo tuo, regia Ferdinando Baldi
- 1968 Il momento di uccidere, regia Giuliano Carnimeo ()
- 1969 Justine, ovvero le disavventure della virtù (Marquis de Sade's Justine), regia Jesús Franco
- 1969 Catherine, un solo impossibile amore (Catherine, il suffit d'un amour), regia Bernard Borderie
- 1969 Così dolce... così perversa, regia Umberto Lenzi
- 1971 Pisica cu nouă cozi (Il gatto a nove code), regia Dario Argento
- 1972 L'etrusco uccide ancora, regia Armando Crispino
- 1972 L'occhio nel labirinto, regia Mario Caiano
- 1972 Il grande duello, regia Giancarlo Santi
- 1974 Carambola, regia Ferdinando Baldi
- 1975 Das Amulett des Todes, regia Ralf Gregan
- 1976 Auch Mimosen wollen blühen, regia Helmut Meewes
- 1976 Whispering Death – „Der flüsternde Tod“, regia Jürgen Goslar
- 1976 Die Elixiere des Teufels, regia Manfred Purzer
- 1976 Rosemaries Tochter, regia Rolf Thiele
- 1977 Das Gesetz des Clans, regia Eugen York
- 1980 Das Traumhaus, regia Ulrich Schamoni